# سامانثا بيتس
سامانثا بيتس (6 فبراير 1996 - ) (بالإنجليزية: Samantha Betts)‏ هي لاعبة كريكت أسترالية. لعبت مع South Australia women's cricket team ‏.

## وصلات خارجية
- سامانثا بيتس على موقع إي آس بي آن كريك إنفو (الإنجليزية)